# Francisco de Andrade Albuquerque
Francisco de Andrade Albuquerque de Bettencourt (Ponta Delgada, 16 de dezembro de 1856 — Lisboa, 23 de fevereiro de 1933 foi um jurista e político ligado ao Partido Progressista que, entre outras funções, foi governador civil do Distrito Autónomo de Ponta Delgada (de 31 de maio de 1897 a 23 de junho de 1900) e do Distrito da Horta (de 4 de julho de 1905 a 22 de março de 1906).